# Tony Moore (fumettista)
Tony Moore, all'anagrafe Michael Anthony Moore (Kentucky, 20 dicembre 1978), è un fumettista statunitense. È noto per essere il co-creatore di The Walking Dead.

## Carriera
Tony ha studiato grafica e pittura all'Università di Louisville nel Kentucky. Debutta nel mondo del fumetto con la dissacrante opera Battle Pope, creata insieme a Robert Kirkman. Inizialmente vi è una stretta collaborazione e amicizia tra i due che arrivano a fondare una loro etichetta dal nome Funk-O-Tron. Insieme creano la serie a fumetti The Walking Dead pubblicata dalla Image Comics, una delle opere indipendenti più longeve e di maggior successo degli anni duemila. Moore realizza però solo i primi sei albi della serie per poi abbandonarla per dedicarsi ad altri progetti. Per la Vertigo crea la serie The Exterminators e insieme a Rick Remender realizza la serie Fear Agent, inizialmente distribuita dalla Dark Horse Comics, poi raccolta in 4 volumi dalla Image a partire dall'aprile 2018. Agli esordi, il suo stile era ancora ai primi stadi, ispirato da Jim Lee e Todd McFarlane. Sviluppando si è gettato molto su artisti che preferiscono seguire una grafica più personale e con dettagli più rilevanti, come ad esempio Miller, Bisley, McKean o Johnson.

## Copertine
- di Rob Zombie Spookshow Internazionale # 7 (2004)
- The Walking Dead # 1-6 (2004-2005)
- I Racconti di Bully Pulpit (2004)
- Western Tales of Terror # 1 (2004)
- Sea of Red # 1-3, 8-10 (2005-2006)
- Battle Hymn # 5 (2005)
- Fear Agent # 5-11 (2006-2007)
- L'armata delle tenebre # 8 ( Dynamite, 2006)
- The Last Christmas # 5 (2006)
- Le Guerre Amory v1 # 1-5 (2007-2008)
- Pilot Season: Ripclaw (Top Cow, 2007)
- Tales of the Fear Agent: Dodici Passi in One # 1 ( Dark Horse, 2007)
- Ghost Rider # 18 ( Marvel, 2008)
- Fear Agent # 21 (Dark Horse, 2008)
- Le Guerre Amory v2 # 1-5 (2008)
- Deadpool: Merc con una bocca # 2 (Marvel, 2009)
- Undead Vittoriano # 1 (WildStorm, 2010)
- Key of Z # 1 (Boom! Studios, 2011)
- Venom # 6-8, 10-12, 15, 18-19, 21-22 (Marvel, 2011-2012)